# Luxemburgischer Eishockeypokal 1996/97
Die Saison 1996/97 war die vierte Austragung des luxemburgischen Eishockeypokals, des luxemburgischen Eishockeypokalwettbewerbs. Pokalsieger wurde als Gewinner der Division A zum insgesamt dritten Mal in der Vereinsgeschichte Tornado Luxembourg.

## Hauptrunde

### Division A
|    | Klub               | Sp | S | U | N | Tore  | Punkte |
| -- | ------------------ | -- | - | - | - | ----- | ------ |
| 1. | Tornado Luxembourg | 8  | 7 | 0 | 1 | 96:49 | 14     |
| 2. | Chiefs Leuven      | 8  | 5 | 0 | 3 | 67:39 | 10     |
| 3. | EHC Zweibrücken    | 8  | 4 | 0 | 4 | 64:71 | 8      |
| 4. | Zweibrücker ERC    | 8  | 4 | 0 | 4 | 48:52 | 8      |
| 5. | ESV Bitburg        | 8  | 0 | 0 | 8 | 29:93 | 0      |

Sp = Spiele, S = Siege, U = Unentschieden, N = Niederlagen

### Division B
|    | Klub                      | Sp | S | U | N | Tore  | Punkte |
| -- | ------------------------- | -- | - | - | - | ----- | ------ |
| 1. | CSMG Charleville-Mézières | 8  | 6 | 0 | 2 | 67:18 | 12     |
| 2. | Lokomotive Luxembourg     | 8  | 5 | 1 | 2 | 64:33 | 11     |
| 3. | EHC Saarbrücken           | 8  | 4 | 0 | 4 | 38:35 | 8      |
| 4. | IHC Beaufort              | 8  | 3 | 1 | 4 | 36:53 | 7      |
| 5. | Rapids Remich             | 8  | 1 | 0 | 7 | 17:83 | 2      |

Sp = Spiele, S = Siege, U = Unentschieden, N = Niederlagen